# The End, So Far
The End, So Far (укр. Кінець поки що; початкова назва The End for Now…) — сьомий студійний альбом американського ню-метал-гурту Slipknot, вийшов 30 вересня 2022 року на Roadrunner Records. Це перший альбом гурту в якому бере участь новий перкусіоніст Майкл Пфафф, а також останній випущений на Roadrunner (з якими гурт підписав контракт у 1998 році).

## Передісторія
9 червня 2021 року перкусіоніст Шон Креєн у статті на сайті Loudwire повідомив, що найімовірніше новий альбом Slipknot вийде у 2021 році. Він також додав, що група прощається з Roadrunner Records після випуску альбому.
У листопаді 2021 року гурт почав тизерити новий матеріал на новому домені thechapeltownrag.com. Кілька фрагментів пісні було показано на вебсайті, що призвело до припущень щодо нового синглу. 4 листопада група підтвердила ці чутки, а наступного дня сингл «The Chapeltown Rag» вийшов у світ і вперше наживо його зіграли на фестивалі Knotfest у Лос-Анджелесі, Каліфорнія. У грудні 2021 року Корі Тейлор розповів, що група планує звести свій сьомий студійний альбом у січні та сподівається випустити його до кінця квітня 2022 року. Він також відзначив, що віддає більшу перевагу пісням з нового альбому, ніж матеріалу з We Are Not Your Kind.
19 липня 2022 року гурт випускає другий сингл з альбому «The Dying Song (Time to Sing)», а також оголошує, що платівка буде називатися The End, So Far. 5 серпня гурт випустив третій сингл з альбому «Yen».

## Схвалення
The End, So Far добре зустрілий критики. На Metacritic альбом отримав середню оцінку 85 на основі 7 рецензій.
Люк Мортон з журналу Kerrang! заявив, що The End, So Far це справді [повноцінний] альбом, «а не просто добірка пісень».
Ендрю Тренделл з NME дав альбому чотири зірки з п'яти, порівнявши новий напрямок гурту з Девідом Бові, Tool і Stone Temple Pilots, водночас зазначивши, що важчі треки, такі як «Hivemind» і «Heirloom», забезпечать комфорт для старих шанувальників Slipknot.
Blabbermouth.net також відзначили новий музичний стиль гурту, підкресливши, що в той час як такі сингли, як «The Dying Song» і «The Chapeltown Rag», створюють «важкість і вигукуючі хвилі смертельних рифів», такі треки, як «Adderall» і «Medicine for the Dead» продемонстрували багатогранність та еволюцію гурту, а особливо вокаліста Тейлора.

Однак рецензія Томаса Гріна на The Arts Desk була неоднозначнішою. Вихваляючи такі пісні, як «Medicine for the Dead» і «Acidic», а також "нестримний метал «Warranty» і «H377», він критикував ліричні теми альбому.

## Треклист
| Треклист The End, So Far | Треклист The End, So Far        | Треклист The End, So Far |
| #                        | Назва                           | Тривалість               |
| ------------------------ | ------------------------------- | ------------------------ |
| 1.                       | «Adderall»                      | 5:40                     |
| 2.                       | «The Dying Song (Time to Sing)» | 3:23                     |
| 3.                       | «The Chapeltown Rag»            | 4:51                     |
| 4.                       | «Yen»                           | 4:45                     |
| 5.                       | «Hive Mind»                     | 5:15                     |
| 6.                       | «Warranty»                      | 3:51                     |
| 7.                       | «Medicine for the Dead»         | 6:16                     |
| 8.                       | «Acidic»                        | 4:50                     |
| 9.                       | «Heirloom»                      | 3:31                     |
| 10.                      | «H377»                          | 4:23                     |
| 11.                      | «De Sade»                       | 5:39                     |
| 12.                      | «Finale»                        | 5:07                     |
| 57:31                    |                                 |                          |

## Учасники запису
Дані взяті з приміток до альбому.
Slipknot
- (#8) Корі Тейлор — вокал
- (#7) Мік Томпсон — гітари
- (#4) Джим Рут — гітари
- (#6) Шон «Клоун» Креєн — перкусія, бек-вокал, фотографії
- Майкл Пфафф — перкусія та бек-вокал
- (#0) Сід Вілсон — вертушки, клавішні
- (#5) Крейг «133» Джонс — семпли, медіа, клавішні
- Алессандро Вентурелла — бас-гітара, фортепіано
- Джей Вайнберг — ударні, перкусія

Інші
- Джо Баррезі — продюсування, зведення, звукоінженер
- Боб Людвіг — мастеринг
- Алекс Лінарес — асистент (10)
- Трістан Хардін — асистент (10)
- Грег Гордон — асистент (10)
- Метт Тугл — асистент звукоінженера
- Келсі Портер — асистент звукоінженера
- Браян Раджаратнам — асистент звукоінженера
- Джун Муракава — асистент звукоінженера
- Джеррі Джонсон — технік ударних
- Біллі Баверс — редагування ударних

Додаткові музиканти
- Дженніфер Прим — хор (1, 6, 12)
- Джана Перріконе — хор (1, 6, 12)
- Ендрю Кох — хор (1, 6, 12)
- Кармен Січерман — хор (1, 6, 12)
- Браян Уолд — хор (1, 6, 12)
- Кет Грін — хор (1, 6, 12)
- Гордон Глор — хор (1, 6, 12)
- Стейсі Янг — хор (1, 6, 12)
- Джон Демартіні — хор (1, 6, 12)
- Грейн Ворд — хор (1, 6, 12)
- Лон Фіала — хор (1, 6, 12)
- Ніколь Скейтс — хор (1, 6, 12)
- Кармел Сіммонс — хор (1, 6, 12)

## Чарти
| Чарт (2022)                                          | Найвища позиція |
| ---------------------------------------------------- | --------------- |
| Австралія Australian Albums (ARIA)                   | 1               |
| Австрія Austrian Albums (Ö3 Austria)                 | 4               |
| Бельгія Belgian Albums (Ultratop Flanders)           | 4               |
| Бельгія Belgian Albums (Ultratop Wallonia)           | 3               |
| Канада Canadian Albums (Billboard)                   | 2               |
| Croatian Albums (HDU)                                | 1               |
| Данія Danish Albums (Hitlisten)                      | 12              |
| Нідерланди Dutch Albums (MegaCharts)                 | 6               |
| Фінляндія Finnish Albums (Suomen virallinen lista)   | 2               |
| Франція French Albums (SNEP)                         | 5               |
| Німеччина German Albums (Offizielle Top 100)         | 1               |
| Греція Greek Albums (IFPI)                           | 1               |
| Угорщина Hungarian Albums (MAHASZ)                   | 3               |
| Ірландія Irish Albums (OCC)                          | 7               |
| Italian Albums (FIMI)                                | 20              |
| Японія Japanese Albums (Oricon)                      | 11              |
| Japanese Combined Albums (Oricon)                    | 12              |
| Japanese Hot Albums (Billboard Japan)                | 9               |
| Lithuanian Albums (AGATA)                            | 79              |
| Нова Зеландія New Zealand Albums (Recorded Music NZ) | 2               |
| Польща Polish Albums (ZPAV)                          | 6               |
| Португалія Portuguese Albums (AFP)                   | 2               |
| Шотландія Scottish Albums (OCC)                      | 3               |
| Іспанія Spanish Albums (PROMUSICAE)                  | 15              |
| Швеція Swedish Albums (Sverigetopplistan)            | 2               |
| Swedish Hard Rock Albums (Sverigetopplistan)         | 1               |
| Швейцарія Swiss Albums (Schweizer Hitparade)         | 1               |
| Swiss Albums (Romandie)                              | 1               |
| Велика Британія UK Albums (OCC)                      | 1               |
| Велика Британія UK Rock & Metal Albums (OCC)         | 1               |
| США Billboard 200                                    | 2               |
| США Top Alternative Albums (Billboard)               | 1               |
| США Top Hard Rock Albums (Billboard)                 | 1               |
| США Top Rock Albums (Billboard)                      | 1               |

| Чарт (2022)                            | Позиція |
| -------------------------------------- | ------- |
| German Albums (Offizielle Top 100)     | 80      |
| US Top Album Sales (Billboard)         | 86      |
| US Top Current Album Sales (Billboard) | 63      |
| US Top Hard Rock Albums (Billboard)    | 25      |